# Amphipyra tripartita
Amphipyra tripartita là một loài bướm đêm thuộc họ Noctuidae. Nó được tìm thấy ở Trung Quốc, Nhật Bản (Honshu, Shikoku, Kyushu, đảo Tsushima) và bán đảo Triều Tiên.
Sải cánh dài 51–57 mm. Con trưởng thành bay từ tháng 7 đến tháng 9 làm một đợt.